# スタンウィックス砦条約
スタンウィックス砦条約（－とりでじょうやく、英:Treaty of Fort Stanwix）は、現在のアメリカ合衆国ニューヨーク州ロームにあるスタンウィックス砦で、インディアンと白人との間で調印された2つの条約である。

## 1768年のスタンウィックス砦条約

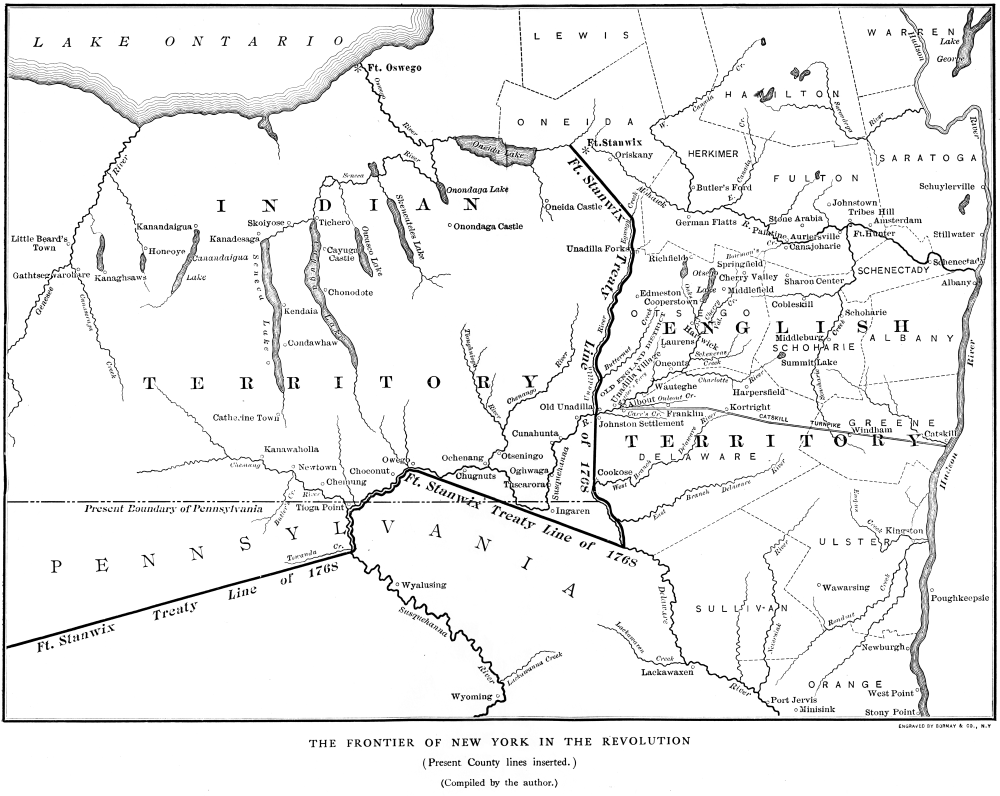
1768年のスタンウィックス砦条約で新たに決められたニューヨーク州の境界線

1768年、ウィリアム・ジョンソン卿とイロコイ六部族連合の酋長が、イギリス政府とイロコイ連邦との間の重要な条約についてスタンウィックス砦で交渉を行った。協議の目的は、1763年宣言で設定されたインディアンと白人開拓者の間の国境線を決定することであった。イギリス政府は新しい国境線によって、費用も掛かり問題も多かった「辺境」での激しい暴力沙汰を終わらせることを期待していた。インディアンは新しい恒久的な国境線で、白人の植民拡大を抑えられるものと期待していた。
条約は最終的に11月5日、イロコイ六部族のそれぞれの代表と、ニュージャージー、バージニアおよびペンシルベニアの各植民地代表およびジョンソンが署名して成立した。インディアンは英貨10,460ポンドを受け取った。この条約で1763年宣言の境界よりも西に国境線が引かれた。イロコイ連邦は実質的にケンタッキーを白人に割譲したことになった。しかし、ケンタッキーの土地を実際に領有していたインディアン、主にショーニー族とデラウェア族、チェロキー族は条約交渉に参加していなかった。1768年のスタンウィックス砦条約は和平確保よりも、オハイオ川周辺のインディアン部族から新たな敵対心をもたらすことになり、これはダンモアの戦争で頂点になった。
この条約は、六部族連合とペンシルベニアの植民地経営者ペン一族の間の土地に関する所有権論争も決着させた。しかし、現地の入植白人とインディアンの小競り合いのために、国境線が最終決定するまでには5年間を要した。
ペンシルベニアの国境線で最後のものは、州内では買収線ともよばれるが、サスケハナ川の西の支流とクッシュ・クッション・クリークの合流点にあったカヌー・プレイスと呼ばれた地点で、今日のペンシルベニア州チェリー・ツリーで会した六部族連合とペンシルベニアの代表によって合意に達した。

## 1784年のスタンウィックス砦条約

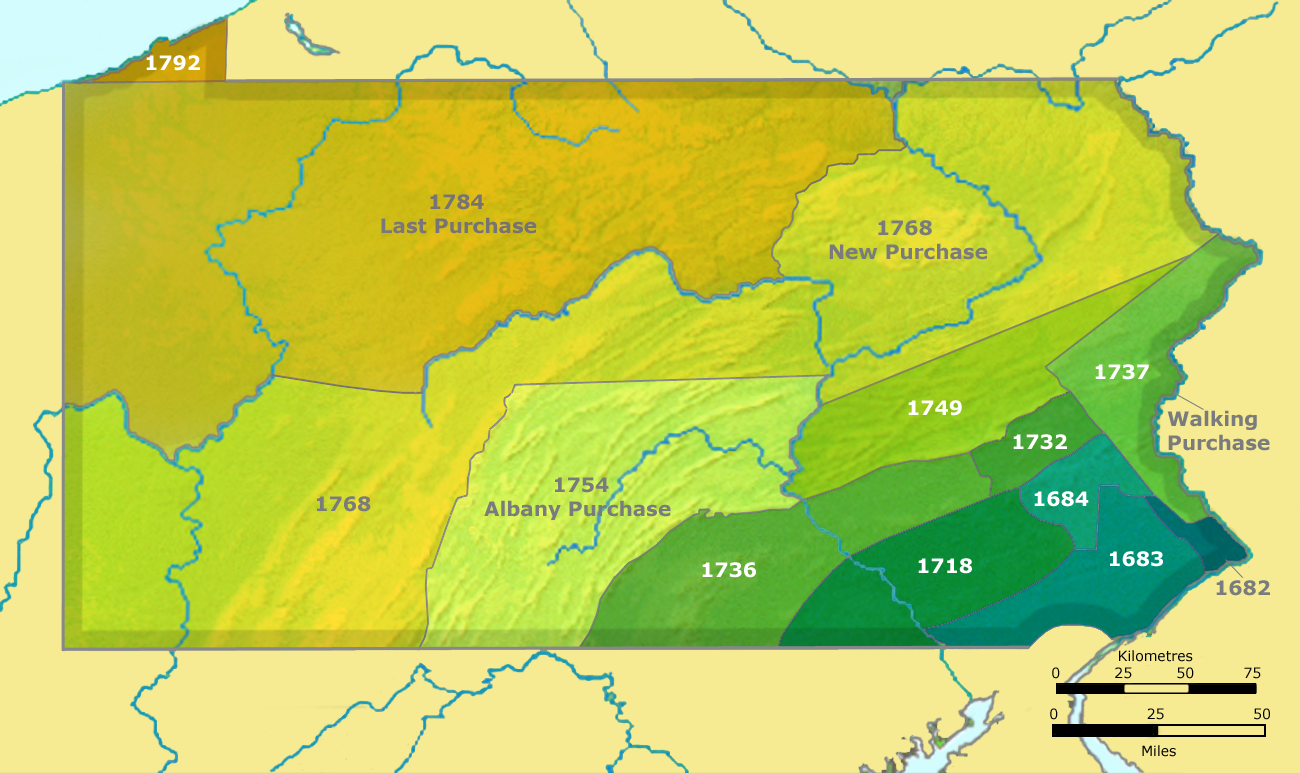
1768年と1784年の2つの条約で買収されたペンシルベニアの領土

1784年にアメリカ合衆国とインディアンの間でもう一つの条約が結ばれた。これはアメリカ独立戦争におけるアメリカの勝利の後で調印された幾つかの条約の一つであった。セネカ族酋長コーンプランターが署名し、イロコイ連邦はナイアガラ川より西の土地全てをアメリカ合衆国に割譲した。